# Copa de l'Esperança
La Copa de l'Esperança (Coupe de l'Espérance en francès) va ser una competició de rugbi a 15 creada per la Union des Sociétés Françaises de Sports Athlétiques el 1915.
A causa de la Primera Guerra Mundial, el Campionat de França de rugbi a 15 no es va poder jugar, ja que molts jugadors es trobaven directament implicats en el conflicte. La Copa de l'Esperança, doncs, la jugaren essencialment joves esportistes que no havien estat encara cridats a files.
La Copa de l'Esperança no s'ha de confondre amb el Challenge de l'Espérance creat el 1953.

## Palmarès
| Data de la final   | Vencedor              | Finalista                 | Resultat | Lloc de la final                        | Espectadors | Equip vencedor |
| 30 d'abril de 1916 | Stade Toulousain      | Stade français Paris      | 8-0      | Parc dels Prínceps, París               |             |                |
| 29 d'abril de 1917 | Stade Nantais UC      | Stade toulousain          | 8-3      | Stade Sainte-Germaine, Le Bouscat       | c. 1500     |                |
| 28 d'abril de 1918 | Racing club de France | FC Grenoble               | 22-9     | Estadi Olímpic Yves-du-Manoir, Colombes | c. 3000     |                |
| 4 d'abril de 1919  | Stadoceste tarbais    | Aviron bayonnais          | 4-3      | Stade Sainte-Germaine, Le Bouscat       |             |                |
| 28 d'abril de 1940 | Stade Toulousain      | Saint-Girons SC Couserans | 31-0     | Estadi dels Ponts Bessons               |             | --             |